# Dmitrij Gusiew
Dmitrij Nikołajewicz Gusiew (ros. Дмитрий Николаевич Гусев, ur. 14 października?/26 października 1894 w Karsuniu, zm. 25 sierpnia 1957 w Moskwie) – radziecki wojskowy, generał pułkownik, bohater Związku Radzieckiego.

## Życiorys
Urodził się we wsi Karsun w obwodzie uljanowskim. W 1916 roku został wcielony do armii rosyjskiej i uczestniczył w I wojnie światowej. W 1917 roku ukończył Orenburską Szkołę Chorążych.
W 1918 roku wstąpił do Armii Czerwonej. Brał udział w wojnie domowej na froncie wschodnim, będąc kolejno pomocnikiem dowódcy kompanii piechoty i pułku piechoty, dowódcą batalionu, agitatorem i ponownie pomocnikiem dowódcy pułku.
Po zakończeniu wojny domowej w latach 1922–1930 służył w 33 Dywizji Strzeleckiej pełniąc tam kolejno funkcje: szefa sztabu 97 pułku strzeleckiego, dowódcy zwiadu dywizja, naczelnika wydziału operacyjnego sztabu dywizji i szefa sztabu dywizji. W 1926 roku ukończył kurs „Wystrzał” dla wyższych dowódców.
W październiku 1930 roku został dowódcą 87 pułku strzeleckiego, a w marcu 1936 roku pomocnikiem dowódcy 5 Dywizji Strzeleckiej. Od marca 1937 roku kolejno pełnił obowiązki dowódcy 48 i 5 Dywizji Strzeleckich i ponownie jest pomocnikiem dowódcy 5 Dywizji Strzeleckiej.
W grudniu 1938 roku został wykładowcą Wojskowej Akademii im. M. Frunzego, gdzie wykładał taktykę. W lipcu 1940 roku został zastępcą szefa sztabu Samodzielnego Nadbałtyckiego Okręgu Wojskowego i funkcję tę pełni do ataku Niemiec na Związek Radzieckie.
W lipcu 1941 roku został szefem sztabu 48 Armii, we wrześniu został zastępcą, a w październiku szefem sztabu Frontu Leningradzkiego. Funkcję tę pełnił przez cały okres obrony Leningradu. W dniu 28 kwietnia 1944 roku został dowódcą 21 Armii, którą dowodził do końca wojny. Był jej dowódcą w trakcie walk o Wyborg, wyzwalaniu republik nadbałtyckich, wyzwoleniu Polski (operacji wiślańsko-odrzańskiej i górnośląskiej), operacji berlińskiej i praskiej. Szczególnie wyróżnił się podczas operacji wiślańsko-odrzańskiej, w tym w zajmowaniu Katowic.
6 kwietnia 1945 roku został wyróżniony tytułem Bohatera Związku Radzieckiego za męstwo i bohaterstwo w czasie dowodzenia 21 Armią.
W 1946 roku został dowódcą Leningradzkiego Okręgu Wojskowego, którą to pełnił do 1949 roku. W 1950 roku ukończył wyższy kurs akademicki w Wojskowej Akademii im. Woroszyłowa. W latach 1950–1951 był dowódcą Wschodniosyberyjskiego Okręgu Wojskowego, a w latach 1951–1953 Zabajkalskiego Okręgu Wojskowego. W 1953 roku zwolniony z wszelkich funkcji był w dyspozycji Ministra Obrony Narodowej ZSRR i ostatecznie w 1955 roku przeniesiony został do rezerwy.
Po przeniesieniu do rezerwy mieszkał w Moskwie, gdzie zmarł. Został pochowany na Cmentarzu Nowodziewiczym.

## Awanse
- generał-major (генерал-майор) (4 czerwca 1940)
- generał-porucznik (генерал-лейтенант) (3 maja 1942)
- generał-pułkownik (генерал-полковник) (28 kwietnia 1944)

## Odznaczenia
- Medal „Złota Gwiazda” Bohatera Związku Radzieckiego (6 kwietnia 1945)
- Order Lenina – czterokrotnie
- Order Czerwonego Sztandaru – trzykrotnie
- Order Suworowa I klasy
- Order Kutuzowa I klasy
- Order Czerwonej Gwiazdy
- Order Krzyża Grunwaldu II klasy (1946)[1]